# Go Bo-gyeol
Go Bo-gyeol (고보결?, 高甫潔?, Ko PokyŏlMR; 2 maggio 1988) è un'attrice sudcoreana.
Ha esordito nel 2011 nel cortometraggio Geobug-ideul, mentre il suo primo ruolo televisivo è stato nella soap del 2014 Cheonsang yeoja. Successivamente si è fatta conoscere per le sue interpretazioni in fiction di successo quali Sseulsseulhago challanhasin - Dokkaebi, 7ir-ui wangbi, Go back bubu, Hi Bye, Mama!, Mother e Seongseureo-un idol. Nel 2021 ha vinto il premio di miglior attrice allo Stockholm Film & TV Festival per il film televisivo Daeri-in-gan.

## Filmografia

### Cinema
- Gobog-ideul (거북이들?), regia di Gu Gyo-hwan (2011) – cortometraggio
- Yeongnin (역린?), regia di Lee Jae-gyu (2014) – cameo
- J-g-ng-n (ㅈㄱㅇㄴ?) (2015) – cortometraggio
- Jigeum dangjang yuhag-eul ga-yahae! (지금 당장 유학을 가야해!?) (2015) – cortometraggio
- Grand Father (그랜드파더?), regia di Lee Seo (2016)
- Curtain Call (커튼콜?), regia di Ryu Hun (2016)
- Eomma (엄마?) (2017) – cortometraggio

### Televisione
- Sachun-gi medley (사춘기 메들리?) – miniserie TV (2013) – cameo
- Cheonsang yeoja (천상여자?) – serial TV (2014)
- Aekjaga doen sonyeo (액자가 된 소녀?) – film TV (2014)
- House, Mate (하우스, 메이트?) – film TV (2014)
- Siljong noir M (실종느와르 M?) – serie TV (2015)
- Producer (프로듀사?) – serie TV (2015)
- Pungseonkkeom (풍선껌?) – serie TV (2015)
- Abi (아비?) – film TV (2015)
- Dear My Friends (디어 마이 프렌즈?) – serie TV (2016)
- Kkeut-eseo dubeonjjae sarang (끝에서 두번째 사랑?) – serie TV (2016)
- Cinderella-wa ne myeong-ui gisa (신데렐라와 네 명의 기사?) – serie TV (2016)
- Sseulsseulhago challanhasin - Dokkaebi (쓸쓸하고 찬란하神 - 도깨비?) – serie TV (2016-2017)
- 7ir-ui wangbi (7일의 왕비?) – serie TV (2017)
- Go back bubu (고백부부?) – serie TV (2017)
- Ithyeojin gyeojeol (잊혀진 계절?) – film TV (2018)
- Hymn of Death (사의 찬미?) – miniserie TV (2018)
- Arthdal Chronicles (아스달 연대기?) – serie TV (2019)
- Hi Bye, Mama! (하이바이, 마마!?) – serie TV (2020)
- Daeri-in-gan (대리인간?) – film TV (2021)
- Seongseureo-un idol (성스러운 아이돌?) – serie TV (2023)
- Baekseolgongju-ege jug-eum-eul - Black Out (백설공주에게 죽음을-Black Out?) – serie TV (2024)